# Rożnik

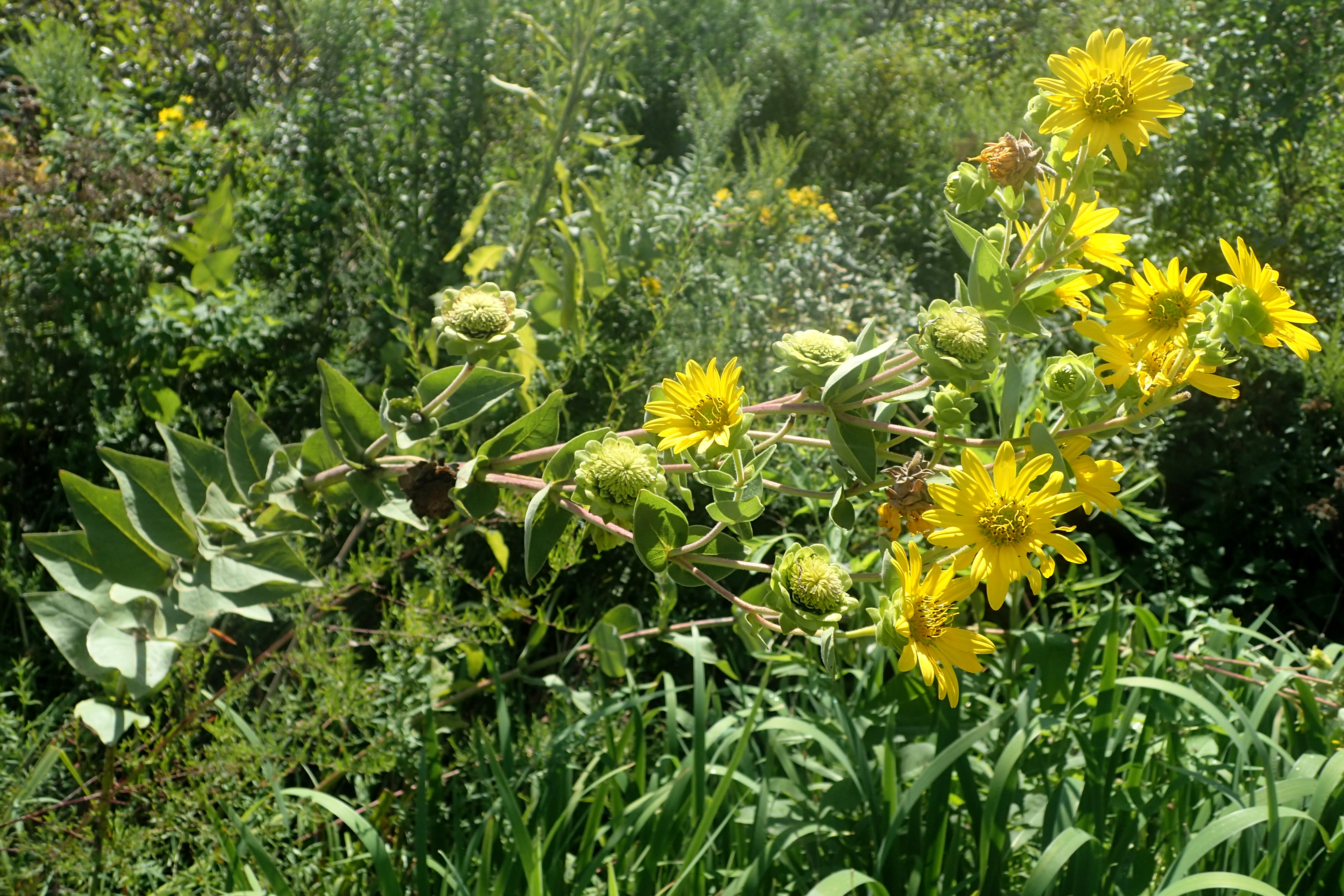
Rożnik całolistny

Rożnik, złotnik, sylfium (Silphium L.) – rodzaj roślin z rodziny astrowatych. Obejmuje 12 do 22 gatunków. Rośliny te występują we wschodniej części Ameryki Północnej, gdzie należą do składników prerii i widnych lasów. Niektóre gatunki zostały rozprzestrzenione jako rośliny ozdobne. Uprawiane są także w Polsce, przy czym rożnik przerosłolistny czasem przejściowo dziczeje.
Rożnik strzępolistny zaliczany jest do „roślin kompasowych”, ponieważ odcinki jego liści ustawiają się równolegle do promieni południowego słońca w osi północ-południe. Niektóre gatunki w obrębie pierwotnego zasięgu używane są jako lecznicze. Ich organy podziemne, zwłaszcza kłącza, zawierają duże ilości inuliny. Są to też cenione rośliny miododajne ze względu na dużą produkcję nektaru i późne kwitnienie. Nasiona są chętnie zjadane przez ptaki.
Naukowa nazwa rodzaju Silphion pochodzi z greki, gdzie w starożytności oznaczała niezidentyfikowaną współcześnie roślinę (→ sylfion) przedstawianą na monetach pochodzących z Cyrenajki.

## Morfologia
PokrójByliny osiągające od 0,2 do ponad 2,5 m wysokości (maksymalnie 3,5 m), z podziemnym kłączem, korzeniem palowym lub tylko wiązką wrzecionowatych korzeni przybyszowych. Łodyga na przekroju okrągła lub czterokanciasta, zwykle prosto wzniesiona i rozgałęziona.
LiścieSkupione w rozecie przyziemnej, okółkowe, naprzeciwległe lub skrętoległe, czasem różne typy ulistnienia obecne na tych samych okazach. Ogonkowe lub siedzące, z blaszką z pojedynczą żyłką centralną lub z trzema, trójkątną, jajowatą, owalną do równowąskiej, u niektórych gatunków podzieloną pierzasto jedno- lub dwukrotnie. Całobrzegą lub ząbkowaną. Liście nagie lub owłosione, często szorstkie.
KwiatyZebrane w koszyczki, a te w złożone grona lub wiechy. Okrywy kwiatostanów dzwonkowate do półkolistych, o średnicy do 3 cm. Łuski okrywy trwałe, w dwóch-czterech rzędach, przy czym zewnętrzne są szersze i liściowate, a wewnętrzne mniejsze i cieńsze. Dno kwiatostanowe płaskie lub lekko wypukłe, pokryte plewinkami. Na skraju wyrastają słupkowe kwiaty języczkowe w jednym do czterech szeregów (w liczbie od 8 do kilkudziesięciu). Wewnątrz koszyczka rozwijają się pręcikowe kwiaty rurkowate. Korony kwiatów są żółte lub białe. Koszyczki wraz z kwiatami języczkowymi mogą osiągać ok. 10 cm średnicy.
OwoceNiełupki spłaszczone, czasem oskrzydlone, bez puchu kielichowego lub czasem z trwałym kielichem w postaci dwóch ości.

## Systematyka
Rodzaj z plemienia Heliantheae Cass. z podrodziny Asteroideae (Cass.) Lindley z rodziny astrowatych Asteraceae Dum.
Wykaz gatunków
- Silphium albiflorum A.Gray
- Silphium asperrimum Hook.
- Silphium asteriscus L.
- Silphium brachiatum Gatt.
- Silphium compositum Michx.
- Silphium confertifolium Small
- Silphium connatum L.
- Silphium dentatum Elliott
- Silphium glutinosum J.R.Allison
- Silphium gracile A.Gray
- Silphium integrifolium Michx. – rożnik całolistny
- Silphium laciniatum L. – rożnik strzępolistny
- Silphium mohrii Small
- Silphium perfoliatum L. – rożnik przerosłolistny[5][10][13], r. przerośnięty[4]
- Silphium perplexum J.R.Allison
- Silphium pinnatifidum Elliott
- Silphium radula Nutt.
- Silphium reniforme Raf. ex Nutt.
- Silphium simpsonii Greene
- Silphium speciosum Nutt.
- Silphium terebinthinaceum Jacq. – rożnik terpentynowy
- Silphium wasiotense Medley